# Versailles (гурт)
Versailles — японський гурт Visual Kei, який грає в стилі пауер-метал/неокласичний метал. Створений у березні 2007-го року. В основі творчості гурту стоїть ідея «абсолютно ідеального звуку і крайнощів естетизму» яка була придумана вокалістом гурту, Камідзьо.

## Історія
Група була офіційно створена 30 березня 2007 року, коли Хідзакі і Камідзьо оголосили про створення спільного проєкту. Хідзакі встав на місце ведучого гітариста, а Камідзьо зайняв місце вокаліста і основного автора пісень. Пізніше до них приєднався басист Жасмін Ю, колишній учасник сольного проєкту Хідзакі, а незабаром і гітарист того ж проєкту Теру разом з ударником Юкі.

### The Revenant Choir
У рекламних цілях колектив вирішив розмістити перший ПВ кліп на YouTube, що відразу привернуло увагу до групи, аж до приїзду німецького телебачення які незабаром взяли у них інтерв'ю, яке також з'явилося в японській газеті Sankei Newspaper.
Швидко на телебаченні вони отримали звання однієї з найпопулярніших груп. 24 червня 2007 відбувся перший виступ Versailles. Їх перший сингл і DVD - The Revenant Choir та міні-альбом - Lyrical Sympathy вийшов як у Японії, так і в Європі, DVD - Urakizoku вийшов у грудні. Крім того, вони перемогли в JRock Choice Awards у номінаціях найкращий новий музикант, найкращий міні-альбом і найкращі костюми. Оскільки пісня The Revenant Choir виконувалася англійською мовою - що незвично для японських рок і метал-груп, - група змогла швидше стати популярною серед європейських слухачів.
Versailles вперше виступили в США на A-KON в Далласі, Техас. Група не тільки відіграла там концерт, а також взяла участь в інтерв'ю формату «запитання-відповідь» і автограф сесії. Все це зайняло три дні: з 30 травня по 1 червня.

### Повідомлення про смерть Жасмін Ю
На початку серпня група з'явилася без басиста, що було пояснено його поганим фізичним самопочуттям, але незабаром, 9-ґо серпня на офіційному сайті групи з'явилося повідомлення про його смерть. Шанувальники та учасники групи були шоковані цією раптовою подією, гурт не розкриє подробиць до заяв сім'ї померлого. Учасники на увазі цієї події вирішили відкласти всі заплановані заходи на невизначений час, але про яке або можливий розпуск групи заявлено не було .
Англійський переклад повідомлення в блозі групи про смерть Жасміна:
|  | 2009.8.9 「Versailles」 Urgent Announcement: Though Jasmine You had taken time off in order to rest because of poor physical condition, we received a report that early in the morning on August 9th, he died. Because of the extreme abruptness of this news, the members and staff are all dumbfounded and trying hard to accept this it. As soon as his family has been notified and updated as to the details and we receive their permission, we will further report to all of the fans. Moreover, with the current announcement, in regards to activity, please allow us to postpone it |

12 серпня Жасмін був похований. Його родичі висловили подяку всім хто прийшов на його похорон і всім хто надавав йому послуги за життя. Також родичі повідомили що в останні дні свого життя він годинами слухав записи «Хізакі Грейс» і перед смертю побував у рідному місті.

### Наш час
У жовтні група відновила виступи , партії Жасміна виконував басист Matenrou Опера, оскільки за словами ударника групи вони або будуть грати з ним або не будуть грати взагалі. Альбом, заморожений через смерть Жасміна, вирішили випустити 20 січня 2010 .
Планувався концерт в пам'ять про Жасмін .
10 вересня, другий сесійний бас-гітарист групи Масаші оголошений офіційним учасником групи Новий учасник Versailles. Перед роботою в Versailles, він грав у багатьох жанрах, від готичного року до нью-метала, і один період часу був учнем самого Жасмін Ю. Одночасно з цим був анонсований новий сингл «DESTINY-The Lovers-», намічений на 27 жовтня.
20 липня 2012 Versailles група взяла творчу перерву на рік, під час якого, в середині липня 2013 року, Юдзі Камідзьо повідомив про початок сольної кар'єри. Колектив змінив назву з «Versailles» на Jupiter. Заміною Камідзьо став новий вокаліст Дзін. Перший альбом з його участю, що отримав назву Blessing of the Future з однойменною синглом вийшов у серпні 2013.

## Склад
Склад
- Камідзьо - вокал. Образ в групі - Вампір і Аристократ
- Хідзакі - гітара. Образ в групі - тендітна дівчина XVIII століття.
- Теру - гітара. Образ в групі - андрогінний юний паж.
- Масаші - бас-гітара. У групі з початку вересня.
- 'Юкі' - ударні. Образ в групі - мисливець

### Колишні учасники
- Жасмін Ю - бас-гітара. Образ в групі - Графиня (помер вранці 9 серпня 2009 року)

### Концертні музиканти
Масаші - бас-гітара під час туру в 2010 (з вересня офіційний учасник) 
- Yo - бас-гітара під час V-ROCK фестивалю (Matenrou Opera)

## Дискоґрафія

### Альбоми
- Noble (Червень 9, 2008), Sherow / CLJ / Maru
- JUBILEE (Січень 20, 2010), Warner Japan
- Holy Grail (Червень 15, 2011) Warner Japan
- Versailles (Вересень 26, 2012)

### Мініальбоми
- Lyrical Sympathy (Жовртень 31, 2007), Sherow/CLJ

### Сингли
- The Revenant Choir (Червень 23, 2007), Sherow — distributed at concerts only
- A Noble Was Born In Chaos (Березень 19, 2008), Sherow — distributed at concerts only
- Prince (Вересень 13, 2008) — free mp3 download
- Prince & Princess (Ґрудень 10, 2008), Sherow
- Ascendead Master (Червень 24, 2009), Warner Japan
- Destiny -The Lovers- (Жовтень 27, 2010), Warner Japan
- Philia (Березень 16, 2011), Warner Japan
- Rhapsody of the Darkness (Квітень 25, 2012), Warner Japan
- Rose (Червень 4, 2012), Warner Japan

### Компіляції
- Tokyo Rock City (Листопад 9, 2007), Sony BMG
- Cupia Vol.1 (Листопад 14, 2007)
- Cross Gate 2008 -Chaotic Sorrow- (Березень 26, 2008), Sherow/Under Code
- The Art of «Propaganda» (Вересень 13, 2008), Sherow/Under Code — distributed at concerts only

### Фотокниги
- Versailles -Philharmonic Quintet- (Жовтень 22, 2008)

### DVD
- The Revenant Choir (Червень 23, 2007)
- Aesthetic Violence (Ґрудень 12, 2007)
- Urakizoku (裏貴族) (Ґрудень 24, 2007)
- Chateau de Versailles (Травень 20, 2009)
- History of the Other Side (Травень 20, 2009)
- — CHATEAU DE VERSAILLES -JUBILEE- (Ґрудень 21, 2011)